# Kovylkino
Kovylkino (rusky Ковылкино, mokšansky Лашма – Lašma) je město v Mordvinsku v Ruské federaci. Při sčítání lidu v roce 2010 mělo přes jednadvacet tisíc obyvatel.

## Poloha
Kovylkino leží na řece Mokše, pravém přítoku Oky v povodí Volhy. Od Saransku, hlavního města Mordvinska, je vzdáleno přibližně sto kilometrů jihozápadně.

## Dějiny
Na území dnešního města byla nejpozději od 17. století vesnice Lašma. Od roku 1703 byla podřízen tatarské nadvládě a byla v této době přejmenována na Kašajevo, později nesla název Voskresenskaja Lašma.
V roce 1892 byla v blízkosti uvedena do provozu železniční trať z Moskvy přes Ruzajevku do Syzraně. Byla zde vytvořena železniční stanice a u ní sídlo Arapovo. To se nakonec spojilo s původní vesnicí a výsledné sídlo dostalo v roce 1919 jméno Kovylkino po místním lidovém komisaři pro dopravu. Městem je Kovylkino od roku 1960.

### Rodáci
- Roman Rasskazov (* 1979), atlet - rychlochodec